# Slovenske gorice

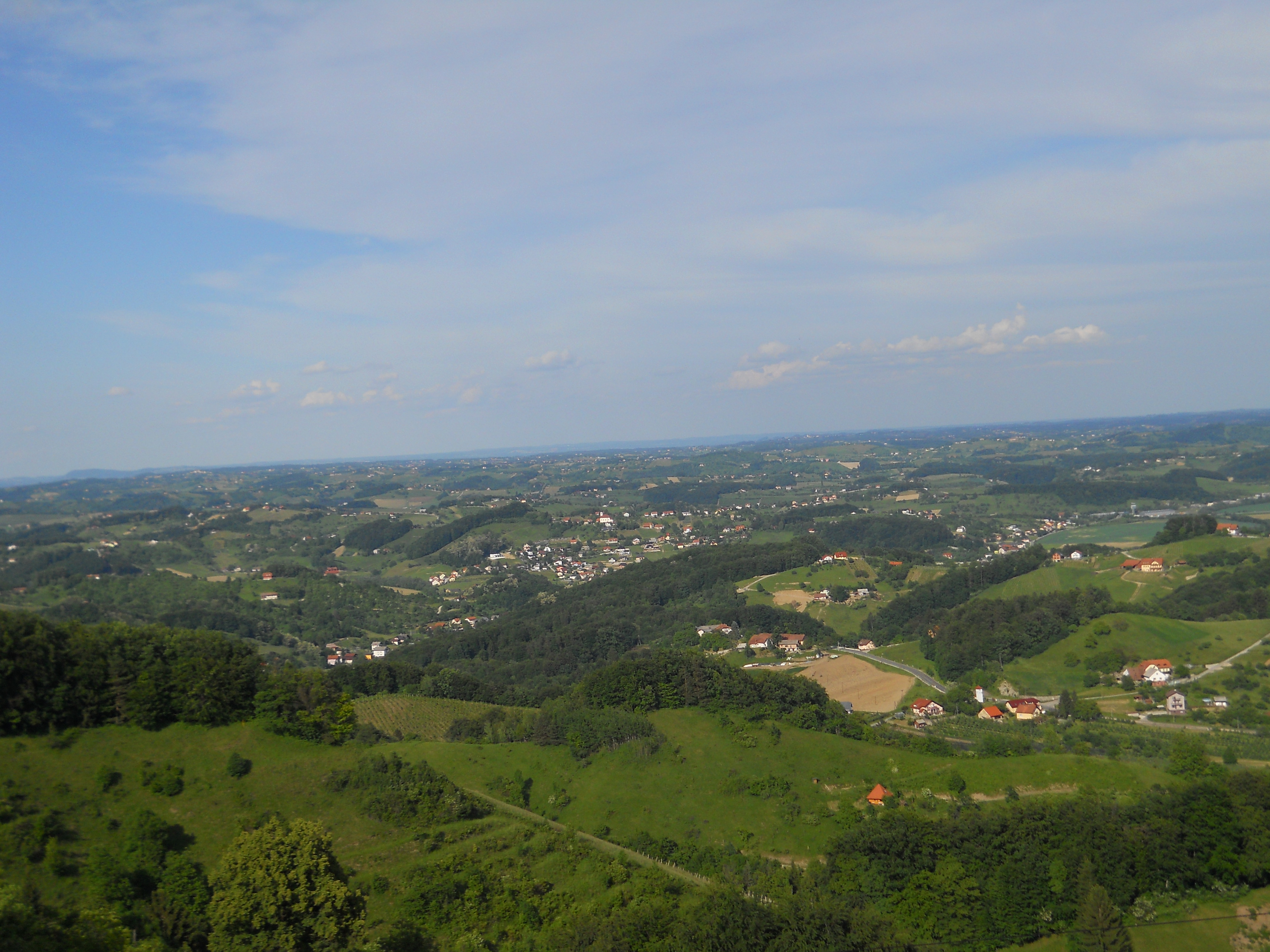
Krajobraz Slovenskich goric

Slovenske gorice – kraina historyczna w północno-wschodniej Słowenii.
Jest to pagórkowaty obszar, zbudowany z osadów trzeciorzędowych, położony pomiędzy rzekami Drawą a Murą. Na północy graniczy ze Styrią. Sąsiaduje również z chorwackim Međimurjem. Lesistość Slovenskich goric wynosi 27,5%; resztę powierzchni zajmują m.in. pastwiska, winnice, czy grunty orne.